# Chevilly (Loiret)
Chevilly és un municipi francès, situat al departament del Loiret i a la regió de Centre – Vall del Loira. L'any 2007 tenia 2.410 habitants.

## Demografia

### Població
El 2007 la població de fet de Chevilly era de 2.410 persones. Hi havia 968 famílies, de les quals 236 eren unipersonals (124 homes vivint sols i 112 dones vivint soles), 296 parelles sense fills, 372 parelles amb fills i 64 famílies monoparentals amb fills.
La població ha evolucionat segons el següent gràfic:
Habitants censats

### Habitatges
El 2007 hi havia 1.063 habitatges, 979 eren l'habitatge principal de la família, 30 eren segones residències i 54 estaven desocupats. 857 eren cases i 198 eren apartaments. Dels 979 habitatges principals, 679 estaven ocupats pels seus propietaris, 291 estaven llogats i ocupats pels llogaters i 9 estaven cedits a títol gratuït; 8 tenien una cambra, 50 en tenien dues, 145 en tenien tres, 263 en tenien quatre i 513 en tenien cinc o més. 758 habitatges disposaven pel capbaix d'una plaça de pàrquing. A 389 habitatges hi havia un automòbil i a 491 n'hi havia dos o més.

### Piràmide de població
La piràmide de població per edats i sexe el 2009 era:
| Homes | Edats   | Dones |
| ----- | ------- | ----- |
| 1     | 95 o +  | 0     |
| 2     | 90 a 94 | 6     |
| 8     | 85 a 89 | 20    |
| 16    | 80 a 84 | 28    |
| 25    | 75 a 79 | 31    |
| 41    | 70 a 74 | 57    |
| 45    | 65 a 69 | 56    |
| 44    | 60 a 64 | 44    |
| 69    | 55 a 59 | 59    |
| 100   | 50 a 54 | 111   |
| 104   | 45 a 49 | 83    |
| 89    | 40 a 44 | 82    |
| 82    | 35 a 39 | 95    |
| 86    | 30 a 34 | 99    |
| 96    | 25 a 29 | 90    |
| 91    | 20 a 24 | 50    |
| 69    | 15 a 19 | 78    |
| 75    | 10 a 14 | 78    |
| 67    | 5 a 9   | 81    |
| 70    | 0 a 4   | 53    |

## Economia
El 2007 la població en edat de treballar era de 1.598 persones, 1.250 eren actives i 348 eren inactives. De les 1.250 persones actives 1.191 estaven ocupades (618 homes i 573 dones) i 59 estaven aturades (32 homes i 27 dones). De les 348 persones inactives 152 estaven jubilades, 114 estaven estudiant i 82 estaven classificades com a «altres inactius».

### Ingressos
El 2009 a Chevilly hi havia 1.010 unitats fiscals que integraven 2.517 persones, la mediana anual d'ingressos fiscals per persona era de 19.548 €.

### Activitats econòmiques
Dels 100 establiments que hi havia el 2007, 3 eren d'empreses extractives, 2 d'empreses alimentàries, 3 d'empreses de fabricació d'elements pel transport, 6 d'empreses de fabricació d'altres productes industrials, 16 d'empreses de construcció, 17 d'empreses de comerç i reparació d'automòbils, 6 d'empreses de transport, 5 d'empreses d'hostatgeria i restauració, 1 d'una empresa d'informació i comunicació, 4 d'empreses financeres, 4 d'empreses immobiliàries, 13 d'empreses de serveis, 14 d'entitats de l'administració pública i 6 d'empreses classificades com a «altres activitats de serveis».
Dels 24 establiments de servei als particulars que hi havia el 2009, 1 era una oficina de correu, 1 una oficina bancària, 4 tallers de reparació d'automòbils i de material agrícola, 4 paletes, 4 guixaires pintors, 1 fusteria, 2 lampisteries, 2 electricistes, 1 empresa de construcció, 2 perruqueries, 1 restaurant i 1 tintoreria.
Dels 4 establiments comercials que hi havia el 2009, 1 era una botiga de menys de 120 m² i 3 botigues de mobles.
L'any 2000 a Chevilly hi havia 23 explotacions agrícoles que ocupaven un total de 2.880 hectàrees.

## Equipaments sanitaris i escolars
L'únic equipament sanitari que hi havia el 2009 era una farmàcia.
El 2009 hi havia 1 escola maternal i 1 escola elemental.

## Poblacions més properes
El següent diagrama mostra les poblacions més properes.